# Fernando García Mercadal

Rincón de Goya, 1926-1928.

Fernando García Mercadal (Zaragoza, 1896 — 1985) foi um arquiteto e urbanista espanhol.
Em 1926 recebeu aulas de urbanismo de Hermann Jansen e, em 1929, trabalhou com Secundino Zuazo. Na década de 1930, durante a Segunda República Espanhola, formou o Grupo de Artistas y Técnicos Españoles Para la Arquitectura Contemporánea (GATEPAC), junto com Josep Lluís Sert, Josep Torres Clavé e Antoni Bonet Castellana.